# Stanisław Kriulin
Stanisław Władimirowicz Kriulin, ros. Станислав Владимирович Криулин, ukr. Кріулін Станіслав Володимирович, Stanisław Wołodymyrowycz Kriulin (ur. 18 kwietnia 1975 w Kupiańsku, w obwodzie charkowskim) – rosyjski piłkarz pochodzenia ukraińskiego, grający na pozycji obrońcy, a wcześniej pomocnika.

## Kariera piłkarska

### Kariera klubowa
W czerwcu 1996 rozpoczął karierę piłkarską w drugoligowym zespole Oskił Kupiańsk. W lipcu 1997 był na testach w klubie Zoria Ługańsk, w barwach którego rozegrał 2 mecze w Pucharze Ukrainy. Na początku 1999 przeszedł do Krywbasa Krzywy Róg. W 2001 wyjechał za granicę, gdzie został piłkarzem rosyjskiego Arsienału Tuła. W tulskim klubie występował z przerwami do 2005 roku. W Rosji zmienił obywatelstwo na rosyjskie. W 2002 bronił barw Kubania Krasnodar, a w 2004 białoruskiego FK Homel. W 2006 przeszedł do Torpieda Włodzimierz, po czym postanowił wrócić do rodzimego Kupiańska. Występował w amatorskim zespole Łokomotyw Kupiańsk, w barwach którego w 2010 zakończył karierę piłkarską.

## Sukcesy i odznaczenia

### Sukcesy klubowe
- brązowy medalista Mistrzostw Ukrainy: 1999, 2000
- finalista Pucharu Ukrainy: 2000